# Adelaide Crapsey
Adelaide Crapsey (Brooklyn, 9 settembre 1878 – 8 ottobre 1914) è stata una poetessa statunitense.
Nata a Brooklyn, New York, è cresciuta a Rochester, New York, figlia di Adelaide Trowbridge e del sacerdote episcopale Algernon Sidney Crapsey, trasferitosi da New York a Rochester.

## Infanzia
Adelaide Crapsey è nata il 9 settembre 1878 a Brooklyn Heights, New York. I suoi genitori erano Algernon Sidney Crapsey (1847-1927) e Adelaide Trowbridge (1855-1950). Era la terzogenita. Il primogenito si chiamava Filippo e la secondogenita Emily. Adelaide fu battezzata il 1 novembre 1878 nella Trinity Church di New York, dove suo padre era vice ministro. Prima che Adelaide compisse un anno d'età, suo padre divenne il rettore della chiesa episcopale di S. Andrea a Rochester, New York. La sua famiglia lo seguì a Rochester da New York sul battello fluviale. A Rochester Adelaide ha frequentato le scuole pubbliche.

## Età adulta
Adelaide è stata "cresciuta in un ambiente liberale che ha incoraggiato grandi aspettative per le donne".
Dopo aver terminato le scuole pubbliche di Rochester, Adelaide con sua sorella Emily entrò a Kemper Hall nel 1893. Kemper Hall era una scuola preparatoria per un college femminile episcopale a Kenosha, nel Wisconsin. A Kemper Hall ha frequentato i corsi preparatori per il college, tra cui latino e francese. Adelaide era l'editrice della rivista scolastica; inoltre giocava a arbitrava a pallacanestro. Si diplomò nel 1897.
Nello stesso anno Adelaide si iscrisse al Vassar College a Poughkeepsie, New York. Ha avuto quattro anni molto attivi a Vassar. Per tre anni è stata la poetessa della classe. È stata l'editore capo del Vassarion e gestiva la squadra di basket. Era un membro del club di discussione ed è stata eletta a Phi Beta Kappa. Ha interpretato il ruolo della cameriera Lucy nella commedia The Rivals. 
Al Vassar College Adelaide strinse una solida amicizia con Jean Webster, che continuò ad essere "la sua migliore amica e compagna letteraria" per il resto della sua vita.
Due delle sorelle di Adelaide morirono mentre lei frequentava il college. Ruth morì nel 1898 di febbre indolente all'età di unici anni. Emily, con la quale Adelaide era più vicina, morì nel 1901 di appendicite all'età di ventiquattro anni.
Dopo essersi laureata a Vassar nel 1901, Adelaide pianificò una carriera dedita all'insegnamento. Tuttavia, prima di iniziare a lavorare, prese un anno di pausa sia per riacquistare le forze, sia per riprendersi dallo shock per la morte di Emily.
Trascorso il suo anno libero, Adelaide tornò a Kemper Hall per insegnare storia e letteratura nel 1903-1904. Mentre era lì, soffriva di stanchezza cronica, sintomo della sua tubercolosi non ancora diagnostica. Ciò spinse Adelaide ad abbandonare il suo insegnamento nel 1904 per studiare alla Scuola di studi classici dell'Accademia americana di Roma. Si sosteneva economicamente lavorando occasionalmente come docente. A Roma ha avuto una grande rinascita di energia e creatività, nel clima caldo e temperato dell'Italia. Mentre era lì, incontrò un uomo "che le ricordava la sua ragione di vita", che lei stava cercando. Tuttavia, la gravità della situazione di suo padre che si scontrò
con le interviste del Comitato di investigazione della diocesi di New York occidentale (la sua diocesi) e le possibili accuse di eresia riportarono Adelaide a casa per sostenere i suoi genitori. 
Un pomeriggio, mentre Adelaide e sua madre erano in Canonica e suo padre era fuori, i membri del Comitato d'inchiesta vennero a porre alcune domande a suo padre. Sua madre era "troppo nervosa e consumata dai mesi sotto gli occhi del pubblico", così Adelaide si offrì di servire il tè a quegli uomini. Lei aggiustava il tè con il rum, che probabilmente contribuì al loro buon umore quando se ne andarono.
Nel 1906 la diocesi presentò accuse di eresia contro il padre di Adelaide e fu istituito un tribunale ecclesiastico e si svolse un processo a Batavia, nello stato di New York. Il 18 aprile 1906 andò con suo padre e il suo principale consigliere a Batavia. Alla fine del processo, suo padre fu dichiarato colpevole di eresia.
Dopo il processo, Adelaide rimase con la sua famiglia per dare loro "sostegno, conforto e buon umore". Tuttavia, il suo futuro letterario e accademico era stato sospeso per diciotto mesi. Aveva bisogno di un lavoro abbastanza vicino a Rochester per essere "relativamente accessibile alla sua famiglia". Trovò lavoro insegnando storia e letteratura alla Miss Low's School di Stamford, nel Connecticut. Stamford era anche a un breve tragitto in treno dalla città di New York, dove si svolgeva la Corte d'Appello di suo padre. L'Appello fu negato il 20 novembre 1906.
Adelaide insegnò alla Miss Low per gli anni accademici 1906-1907 e 1907-1908. Dopo l'Appello negato, il padre non fu più ministro episcopale. Gli fu dato fino alla fine di dicembre del 1906 per liberare la Canonica di S. Andrea. Pertanto, quando Adelaide tornò a casa nel 1906 per il Natale, la famiglia si trasferì in una casa in affitto, fuori da quella che era stata la sua casa per ben ventisette anni.
Quando Adelaide tornò a Stamford seguirono altri eventi tristi. La nonna Harriet Gunn Trowbridge, che aveva visitato da bambina, morì. Nel maggio del 1907, suo fratello maggiore Filippo morì di malaria cronica, che aveva contratto durante l'invasione di Cuba nella guerra ispano-americana.
Adelaide non era felice di insegnare presso la scuola di Miss Low. L'atmosfera era opprimente per lei; i suoi orizzonti si erano espansi. Tuttavia il suo insegnamento è stato descritto come elettrizzante. Gli studenti sembravano gravitare alle sue lezioni.
Nel 1907 il padre di Adelaide fu delegato alla Conferenza internazionale di pace all'Aia e lei lo accompagnò. Durante la conferenza Adelaide, che parlava correttamente la lingua francese, venne richiesta come traduttrice. La conferenza fu condotta in francese i giornali furono stampati in francese, una lingua che pochi americani conoscevano. I Crapsey lasciarono presto la conferenza disillusi e delusi. Dopo la conferenza, Adelaide e suo padre hanno fatto un tour a piedi del Galles. Il signor Crapsey era un instancabile camminatore, ma Adelaide soffriva di stanchezza. La causa di questa stanchezza fu diagnosticata solo nel 1911: si trattava di meningite tubercolare.
Dopo essere ritornati dall'Europa alla fine dell'estate del 1907, Adelaide e suo padre si unirono alla famiglia nel loro "cottage estivo". Ci restò un mese e poi tornò al suo lavoro di insegnante alla Miss Low's School di Stamford. Adelaide nel frattempo tentò di recuperare le forze e meditare sulle sue possibilità future. Mentre l'anno scolastico progrediva, divenne fisicamente più debole. Le mancava l'energia per attività diverse da quelle richieste da lei. La debolezza di Adelaide derivava probabilmente dalla tubercolosi, sebbene non fosse stata ancora diagnosticata. Era coì debole che, dopo un insegnamento di una settimana, passava spesso i fine settimana a letto per recuperare.
Nell'estate del 1908, mentre Adelaide viveva con la sua famiglia a Rochester, "riposò disperatamente a letto". A causa della sua cattiva salute, decise che doveva lasciare il lavoro alla Miss Low's School. Questa decisione fece scattare l'incombente domanda su cosa avrebbe fatto in futuro. Adesso aveva quasi trent'anni. Era interessata ad ulteriori ricerche sulla sua teoria delle metriche, ma non era interessata ad imparare le teorie degli altri.
Per continuare la sua ricerca e i suoi studi, nel dicembre del 1908 Adelaide tornò in Europa. Ha vissuto a Roma, in Gran Bretagna e in Francia. Trascorse i mesi di febbraio e marzo 1908 nell'ospedale anglo-americano di Roma. Le sue ricerche furono incluse in un libro A Study in English Metrics pubblicato nel 1918.
Nel 1911 una combinazione di problemi di salute e problemi finanziari spinse Adelaide a cercare lavoro negli Stati Uniti. Lo Smith College di Northampton, nel Massachusetts le offrì un lavoro come insegnante di poetica. Lei lo accettò. Più tardi, quello steso anno, le fu diagnosticata una meningite tubercolare. Sempre nel 1911 scrisse le sue prime cinquine.
Nel luglio del 1913 Adelaide crollò e fu ricoverata in una casa di cura privata sul lago Saranac, a New York. Nella casa di cura, a causa della sua prostrazione fisica, le fu permesso di scrivere solo una lettera al giorno. Tuttavia, riuscì a scrivere lettere e poesie sulle sue condizioni e sul suo trattamento. Contenevano "umorismo irriverente", forse era un modo per coprire la realtà di essere alla mercé di una malattia per la quale non esisteva una cura. 
Nell'agosto del 1914, più malata che mai, Adelaide lasciò la casa di cura e tornò a casa dei suoi genitori, a Rochester. Morì lì l'8 ottobre 1914 all'età di trentasei anni. Mentre stava morendo, passò la torcia alla sua infermiera, dicendo:" Lascia che la storia che non ero in grado di dire sia raccontata". È sepolta nel cimitero di Mount Hope a Rochester.

## Eredità
Karen Alkalay-Gut, la biografa di Adelaide, ha descritto la sua vita come "costantemente ostacolata dalla malattia, dal dolore e dall'impunità". La discrepanza tra ciò che aveva previsto di fare e ciò che "effettivamente ha compiuto era imbarazzante per lei". la forma poetica di cinque linee che ha creato riflette la sua vita. Le prime quattro righe creano aspettativa, solo per essere seguite da una linea di stress come conclusione abbreviata.
La speranza di Adelaide per la sua immortalità era nei suoi scritti.
Claude Bragdon era un amico della famiglia Crapsey a Rochester. Oltre ad essere un noto architetto, aveva una stampa. Usando la sua Manus Press, pubblicò un libro di poesie intitolato Verse (Manas Press, 1915).Il libro aveva una prefazione di Bragdon e una prefazione di Jean Webster, che era stata la compagna di stanza di Adelaide al Vassar College e sua amica di lunga data. Nella sua introduzione ai Verse scrisse che Adelaide era "per natura uno spirito vivace, allegro e brioso, amante come non mai della bellezza della vita, come Keats e Stevenson, lottava tenacemente da molti anni contro il peso paralizzante di un'insidiosa e spietata malattia.
Le edizioni rivedute di Verse furono pubblicate nel 1922 e nel 1934 e contengono precedenti lavori inediti. Pubblicato postumo nel 1918 è stato l'incompiuto A Study in English Metrics, un'opera che ha iniziato durante i suoi tre anni di permanenza in Europa, e descritta nella nota prefissata come "un'analisi laboriosa dettata da un acuto senso di bellezza del verso di un'esperienza estetica di intensità insolita".
Le ceneri di Adelaide furono sepolte nella trama della famiglia Crapsey nel cimitero di Mount Hope. John Rothwell Slater (1872-1965), presidente del Dipartimento di inglese dell'Università di Rochester, scrisse queste parole per la tomba di Adelaide Crapsey a Mount Hope:
"Qui riposa
chi non ha mai riposato ,
aspetta il tempo
non è mai arrivato.
Qui lei parla
per tutto il silenzio;
le sue ceneri,
la loro fiamma.
Qui giace la bellezza
ancora non detta,
qui i giovani 
non invecchiano mai".
Il poeta Carl Sandburg fu in parte responsabile per il continuo interesse verso Adelaide Crapsey, anche grazie al suo poema "Adelaide Crapsey". 
Il nipote di Adelaide Crapsey, Arthur H. Crapsey divenne un'influente designer industriale negli anni successivi alla seconda guerra mondiale ed è noto per una serie di iconici design di macchine fotografiche per Eastman Kodak.
Le carte di Adelaide Crapsey sono negli archivi della Biblioteca dell'Università di Rochester.

## Influenza poetica
Negli anni precedenti alla sua morte, ha scritto molto del versetto su cui poggia la sua reputazione. Il suo interesse per il ritmo e il metro l'ha portata a creare una variazione unica sulla quintina, una forma a 5 linee di 22 sillabe influenzate dall'haiku giapponese e dal tanka. Il suo quintana di cinque righe ha un metro generalmente giambico e normalmente consiste di 2 sillabe nella prima e nell'ultima riga di 4, 6 e 8 sillabe nelle tre linee centrali, come mostrato nel poema Niagara.
Marianne Moore, a proposito del suo stile poetico, ha detto:" L'apparato di Crapsey e i suoi passi delicatamente differenziati, il suo pallore e il suo colore erano impressionanti".

## Opere

### Poesia
- A study in English metrics. A.A. Knopf. 1918.
- Verse. A. A. Knopf. 1922.
- Sutton Smith, Susan:The complete poems and collected letters of Adelaide Crapsey State University of New York Press, Albany 1977 ISBN 0-87395-342-8

### Antologie
- Marjorie Barrows; Adelaide Crapsey; Emily Dickinson; Louise Imogen Guiney; Ella Higginson; Sarah Orne Jewett; Emma Lazarus; Agnes Lee; Katherine Mansfield; Lizette Woodworth Reese; Harriet Beecher Stowe (1947). Marjorie Barrows, ed. One Thousand Beautiful Things. Peoples Book Club.
- American Poetry, The Twentieth Century, Volume One, The Library of America, 2000.

### Racconti
- "A girl to love". The Vassar Miscellany. Vassar College. 27 (2). 1897.
- "The knowledge he gained". The Vassar Miscellany. Vassar College. 1898.

### Canzoni
- George Antheil (1934). Five Songs, 1919–1920, for Soprano and Piano: After Adelaide Crapsey. Cos Cob Press. (reprint Publisher Boosey & Hawkes, 1986)
- Hugo Weisgall (1940). Four Songs, op. 1, for High or Medium Voice and Piano. Maxwell Weaner. (reprint publisher Theodore Presser)
- Ben Weber (1957). Five Songs, op. 15, for Soprano and Piano (1941). American Composers Alliance.
- Harrison Kerr (1952). Six Songs to Poems by Adelaide Crapsey. Edward B. Marks Music Corporation.
- William Alexander (1986). Cinquains: For Soprano Voice, Clarinet, Cello, and Piano : (1980).
- Paul Moravec. Evensong: Song Cycle for Tenor and Piano. 1992.